# Fryderyk za album roku muzyka koncertująca
Fryderyk za album roku muzyka koncertująca – polska nagroda muzyczna Fryderyk, przyznawana corocznie od roku 2020 w sekcji muzyki klasycznej w kategorii album roku muzyka koncertująca. Honoruje wykonawców za album muzyki koncertowej, nagrany przez orkiestrę z udziałem solistów instrumentalistów. Fryderyki są przyznawane od 1995 przez Związek Producentów Audio-Video (ZPAV) za osiągnięcia w rodzimym przemyśle muzycznym. Od 2000 za wyłanianie nominowanych, a następnie laureatów odpowiedzialna jest powołana przez ZPAV Akademia Fonograficzna.
Kategoria została wprowadzona podczas 26. edycji, Fryderyków 2020, w wyniku podziału kategorii album roku muzyka symfoniczna i koncertująca na dwie: album roku muzyka symfoniczna i album roku muzyka koncertująca.
Najwięcej nominacji w kategorii (po 4) otrzymali Orkiestra Kameralna Polskiego Radia Amadeus i Polska Orkiestra Sinfonia Iuventus. Nikt nie zdobył nagrody więcej niż raz.

## Laureaci i nominowani
Kolor złoty oznacza nagrodzony album i laureatów.
| Rok  | Album | Nominowani | Źr.    |
| ---- | --- | --- | ------ |
| 2020 | Emil Młynarski: Violin Concertos | Piotr Pławner (skrzypce) i Orkiestra Filharmonii Łódzkiej im. Artura Rubinsteina (dyrekcja: Paweł Przytocki) | [ 5 ]  |
| 2020 | Astor Piazzolla: Suita Troileana | Wiesław Prządka (bandoneon akordeon) i Orkiestra Kameralna Polskiego Radia Amadeus (dyrekcja: Anna Duczmal-Mróz) | [ 5 ]  |
| 2020 | Bacewicz, Tansman – Piano Concertos | Julia Kociuban (fortepian) i Orkiestra Filharmonii Łódzkiej im. Artura Rubinsteina (dyrekcja: Paweł Przytocki) | [ 5 ]  |
| 2020 | Mieczysław Wajnberg: Chamber Music | Kornel Wolak (klarnet), Łukasz Długosz (flet) i Orkiestra Kameralna Polskiego Radia Amadeus (dyrekcja: Anna Duczmal-Mróz) | [ 5 ]  |
| 2020 | Penderecki: Concerto doppio per violino, viola ed orchestra, Concerto per viola (chitarra) ed orchestra, Concerto grosso no. 2 per 5 clarinetti ed orchestra | Bartłomiej Nizioł (skrzypce), Katarzyna Budnik-Gałązka (altówka), Piotr Przedbora (gitara), Arkadiusz Adamski (klarnet), Tomasz Żymła (klarnet basowy, rożek basetowy), Bartłomiej Dobrowolski (klarnet), Agata Piątek (klarnet), Andrzej Ciepliński (rożek basetowy), Polska Orkiestra Sinfonia Iuventus (dyrekcja: Krzysztof Penderecki i Maciej Tworek) | [ 5 ]  |
| 2021 | Concerto per fisarmonica ed orchestra, Concerto per flauto (sassofono) ed orchestra da camera                                                                | Maciej Frąckiewicz (akordeon), Bartłomiej Duś (saksofon), Polska Orkiestra Sinfonia Iuventus (dyrekcja: Maciej Tworek i Krzysztof Penderecki) | [ 6 ]  |
| 2021 | Concerto symphonique pour piano avec orchestre op.62 / Music from the Opera Luisa di Montfort                                                                | Jonathan Plowright (fortepian), Jakub Drygas (klarnet), Aleksandra Kubas-Kruk (sopran), Orkiestra Filharmonii Poznańskiej (dyrekcja: Łukasz Borowicz) | [ 6 ]  |
| 2021 | Moritz Moszkowski | Marcin Danilewski (skrzypce), Paweł Maślanka (skrzypce), West Side Sinfonietta | [ 6 ]  |
| 2021 | Reminiscences of Dark Streams | Rafał Grząka (akordeon, bandoneon diatoniczny i chromatyczny), Paweł Gusnar (saksofon altowy) i Chopin University Chamber Orchestra (dyrekcja: Rafał Janiak) | [ 6 ]  |
| 2021 | Roman Palester Concertinos | Alina Mleczko (saksofon), Clare Hammond (fortepian), Agata Kielar-Długosz (flet), Łukasz Długosz (flet), Maciej Skrzeczkowski (klawesyn), Polska Orkiestra Sinfonia Iuventus (dyrekcja: Łukasz Borowicz) | [ 6 ]  |
| 2022 | Perfectionist – Maksymiuk – Sinfonia Varsovia | Jakub Haufa i Sinfonia Varsovia (dyrekcja: Jerzy Maksymiuk) | [ 7 ]  |
| 2022 | Adam Bałdych / Krzysztof Herdzin / Adam Pierończyk / Adam Sztaba – Great Encounters                                                                          | Marcel Comendant, Krzysztof Dys, Igor Herbut i Aukso Orkiestra Kameralna Miasta Tychy (dyrekcja: Marek Moś) | [ 7 ]  |
| 2022 | Bacewicz / Kulenty / Sikora / Zubel – Polish Heroines of Music                                                                                               | Bartłomiej Duś, Magdalena Duś, Misja Fitzgerald Michel i Orchestre Pasdeloup (dyrekcja: Marzena Diakun) | [ 7 ]  |
| 2022 | Gubajdulina: Cisza i krzyż | Klaudiusz Baran, Marcin Zdunik i Sinfonia Varsovia (dyrekcja: Michał Klauza) | [ 7 ]  |
| 2022 | Łukaszewski, Przybylski, Herdzin – Harmonia Polonica Nova | Roman Perucki, Klaudiusz Baran, Hanna Dys, Kacper Smoliński i Filharmonia Kameralna im. Witolda Lutosławskiego w Łomży (dyrekcja: Jan Miłosz Zarzycki) | [ 7 ]  |
| 2023 | Felix Nowowiejski: Piano Concerto, Cello Concerto | Jacek Kortus, Bartosz Koziak i Orkiestra Filharmonii Poznańskiej (dyrekcja: Łukasz Borowicz) | [ 8 ]  |
| 2023 | André Tchaikowsky / Giya Kancheli | Ilya Gringolts, Magdalena Schabowska, Orkiestra Filharmonii Narodowej (dyrekcja: Andrzej Boreyko) i Chór Męski Filharmonii Narodowej (dyrekcja: Bartosz Michałowski) | [ 8 ]  |
| 2023 | Live in Wrocław | Szymon Krzeszowiec, Jan Krzeszowiec, Adam Krzeszowiec i NFM Filharmonia Wrocławska (dyrekcja: Jerzy Maksymiuk) | [ 8 ]  |
| 2023 | Mikołaj Majkusiak, Andrzej Karałow, Marta Ptaszyńska: Accordion Concertos                                                                                    | Klaudiusz Baran i Chopin University Chamber Orchestra (dyrekcja: Michał Klauza) | [ 8 ]  |
| 2023 | Roxanna Panufnik, Mikołaj Piotr Górecki: Works for Violin & String Orchestra                                                                                 | Jarosław Żołnierczyk, Kaja Danczowska i Orkiestra Kameralna Polskiego Radia Amadeus (dyrekcja: Agnieszka Duczmal) | [ 8 ]  |
| 2024 | Polish Music for Cello and Orchestra | Orkiestra Filharmonii Narodowej, Marcin Zdunik (wiolonczela) i Andrzej Boreyko (dyrygent) | [ 9 ]  |
| 2024 | Elżbieta Sikora – Concertos | Mari Fukumoto (organy), Adam Kośmieja (fortepian), Linus Roth (skrzypce), NFM Filharmonia Wrocławska, Pascal Rophé (dyrygent), Sinfonia Varsovia, Bassem Akiki (dyrygent), Narodowa Orkiestra Symfoniczna Polskiego Radia w Katowicach i José Maria Florêncio (dyrygent)                                                                                   | [ 9 ]  |
| 2024 | Francis Poulenc, Joseph Jongen | Karol Mossakowski (organy), NFM Filharmonia Wrocławska i Giancarlo Guerrero (dyrygent) | [ 9 ]  |
| 2024 | Krzysztof Penderecki – Symphony No. 6, „Chinese Songs”, Trumpet Concertino, Concerto doppio                                                                  | Jarosław Bręk (baryton), Aleksandra Kuls (skrzypce), Hsin Hsiao-ling (erhu), David Guerrier (trąbka), Hayoung Choi (wiolonczela), Norrköping Symphony Orchestra i Antoni Wit (dyrygent) | [ 9 ]  |
| 2024 | Laks, Weinberg, Nowicka – Works for Violin & Chamber Orchestra                                                                                               | Ewelina Nowicka (skrzypce), Orkiestra Kameralna Polskiego Radia Amadeus, Agnieszka Duczmal (dyrygent) i Anna Duczmal-Mróz (dyrygent) | [ 9 ]  |
| 2025 | Witold Szalonek: Connections | Joanna Freszel (głos), Ania Karpowicz (flet), Tomasz Konieczny (bas-baryton), Urszula Kryger (alt), Maksymilian Lipień (obój), Zespół Śpiewaków Miasta Katowice Camerata Silesia, Aukso Orkiestra Kameralna Miasta Tychy (dyrekcja: Marek Moś) | [ 10 ] |
| 2025 | Joanna Wnuk-Nazarowa: Il tempo passa | Łukasz Długosz (flet), Agata Kielar-Długosz (flet), Bartłomiej Duda (sopran chłopięcy), Aleksandra Gajecka-Antosiewicz (klawesyn), Agnieszka Kaczmarek-Bialic (harfa), Jakub Moroziński (gitara), Marek Nosal (gitara), Śląska Orkiestra Kameralna, Orkiestra Symfoniczna Filharmonii Śląskiej, Piotr Pławner (dyrygent), Jarosław Szemet (dyrygent)       | [ 10 ] |
| 2025 | Minimalist | Szymon Nehring i Orkiestra Polskiego Radia w Warszawie (dyrekcja: Michał Klauza) | [ 10 ] |
| 2025 | Paweł Łukaszewski: Concertos | Kamila Wąsik-Janiak (skrzypce), Paweł Gusnar (saksofon), Michał Knot (saksofon), Agnieszka Przemyk-Bryła (fortepian), Arkadiusz Krupa (obój), Chopin University Chamber Orchestra (dyrekcja: Rafał Janiak) | [ 10 ] |
| 2025 | Penderecki: Concertos Vol. 10 | Michel Lethiec (klarnet), Patrick Gallois (flet), Wojciech Jeliński (puzon), Krzysztof Grzybowski (klarnet), Polska Orkiestra Sinfonia Iuventus (dyrekcja: Maciej Tworek) | [ 10 ] |

## Statystyki

### Osoby/zespoły z największą liczbą nominacji
| Liczba | Osoba/zespół                                | Lata                  |
| ------ | ------------------------------------------- | --------------------- |
| 4      | Orkiestra Kameralna Polskiego Radia Amadeus | 2020 (×2), 2023, 2024 |
| 4      | Polska Orkiestra Sinfonia Iuventus          | 2020, 2021 (×2), 2025 |
| 3      | Anna Duczmal-Mróz                           | 2020 (×2), 2024       |
| 3      | Chopin University Chamber Orchestra         | 2021, 2023, 2025      |
| 3      | Klaudiusz Baran                             | 2022 (×2), 2023       |
| 3      | Łukasz Borowicz                             | 2021 (×2), 2023       |
| 3      | Łukasz Długosz                              | 2020, 2021, 2025      |
| 3      | Maciej Tworek                               | 2020, 2021, 2025      |
| 3      | Michał Klauza                               | 2022, 2023, 2025      |
| 3      | NFM Filharmonia Wrocławska                  | 2023, 2024 (×2)       |
| 3      | Sinfonia Varsovia                           | 2022 (×2), 2024       |